# Valle Versa
La Valle Versa è una valle del Monferrato situata nella Provincia di Asti, percorsa dall'omonimo torrente.

## Descrizione
La valle inizia poco a nord di Cocconato, al confine con la Provincia di Torino e termina, dopo un percorso di circa 35 km, nella valle del fiume Tanaro poco ad est di Asti.
Presenta panorami collinari con vigneti, chiese romaniche e castelli.